# アリスとボブ

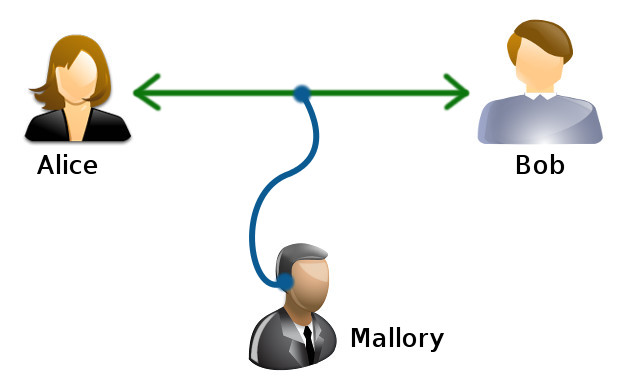
アリス、ボブ、マロリーのイメージ図

アリスとボブ（英: Alice and Bob）は、暗号通信などの分野で、プロトコル等を説明する際に想定上の当事者として登場する典型的なキャラクター。"当事者Aが当事者Bに情報を送信するとして"のような説明文では、段階の増えた体系になるにつれ追いにくくなる。そのため、こういった具体的人名が好んで使われる。
暗号やコンピュータセキュリティでは、さまざまなプロトコルの説明や議論に登場する当事者の名前として広く使われる名前が数多くある。こういう名前は慣用的、暗示的で、ときとしてユーモアに富み、事実上メタ構文変数のように振る舞う。
典型的なプロトコル実装においては、アリスやボブのあらわす実体が自然人であるとはかぎらない。むしろコンピュータプログラムのように、信頼され自動化された代行者であることが多い。

## キャラクターの一覧
この一覧のほとんどは、ブルース・シュナイアーの暗号技術大全から引かれている。アリスとボブは暗号で典型的に使われる。イブ (Eve) もよく使われる。アルファベットの先頭から離れるにつれ、一般性は低くなる。
- アリス (Alice) とボブ (Bob)。たいていは、アリスがボブにメッセージを送る。
- キャロル (Carol) やチャーリー (Charlie) は、通信における第3の当事者である。
- デイヴ (Dave) は、第4の当事者であり、以下同様にエレン (Ellen)、フランク (Frank) と続く。
- 盗聴者 (eavesdropper) のイブ (Eve) は、たいてい受動的な攻撃者である。この人は、アリスとボブのメッセージを立ち聞きするが、改竄(かいざん)はしない。量子暗号では、環境 (environment) をあらわす。
- アイザック (Isaac) は、インターネットサービスプロバイダ (ISP) である。
- イヴァン (Ivan) は 発行者 (issuer) である。
- ジャスティン (Justin) は、司法 (justice) 体系である。
- マロリー (Mallory) は、邪悪な攻撃者 (malicious attacker) である。イブと異なり、メッセージを自分のものと入れ替えたり、再送攻撃したりする。マーヴィン (Marvin)、 マレット (Mallet) も同様に使われる。
- マチルダ (Matilda) は、商人 (merchant) である。電子商取引や金融関係で使われる。
- オスカー (Oscar) は、敵対者 (opponent) であり、マロリーと同様。
- パット (Pat)、ペギー (Peggy) は、証明者 (prover) で、ビクター (Victor) は、検証者 (verifier) であり、意図したトランザクションが実際に行われたことを示すため、対話する。しばしばゼロ知識証明に登場する。
- プロッド (Plodまた"Officer Plod"とも) は、法執行官吏である。
- スティーブ (Steve) は、電子透かし (Steganography) で参照される。
- トレント (Trent) は、信頼された調停者 (trusted arbitrator) で、中立の第三者であり、議論しているプロトコルにしたがって、実際の役目は異なる。
- トルーディー (Trudy) は、侵入者 (intruder) で、マロリーの代わりに使う。
- ウォルター (Walter) は、 見張り番 (warden) で、プロトコルにしたがって、アリスやボブを監視する人のために必要なことがある。
- ゾーイ (Zoe) は、暗号プロトコルの最後の当事者である。

## 参照
- C.H. Lindsey, Regulation of Investigatory Powers Bill: Some Scenarios, 2000, .
- ブルース・シュナイアー著、山形浩生監訳、『暗号技術大全』、ソフトバンク、2003年6月6日、ISBN 4-7973-1911-9 （p.25, 表2.1）